# 東経5度線
東経5度線（とうけい5どせん）は、本初子午線面から東へ5度の角度を成す経線である。北極点から北極海、ヨーロッパ、地中海、アフリカ、大西洋、南極海、南極大陸を通過して南極点までを結ぶ。
東経5度線は、西経175度線と共に大円を形成する。

## 通過する地域一覧
東経5度線は、北極点から南極点まで南に向かって以下の場所を通っている。
| 地理座標                                           | 国土・領土・領海 | 備考 |
| -------------------------------------------------- | ---------------- | --- |
| 北緯90度0分 東経5度0分 / 北緯90.000度 東経5.000度  | 北極海           | |
| 北緯81度22分 東経5度0分 / 北緯81.367度 東経5.000度 | 大西洋           | |
| 北緯61度2分 東経5度0分 / 北緯61.033度 東経5.000度  | ノルウェー       | いくつかの島と本土 北端はソグン・オ・フィヨーラネ県Vågsøya、南端はホルダラン県Telavåg                                                                                   |
| 北緯60度13分 東経5度0分 / 北緯60.217度 東経5.000度 | 北海             | |
| 北緯53度17分 東経5度0分 / 北緯53.283度 東経5.000度 | オランダ         | フリーラント島 |
| 北緯53度16分 東経5度0分 / 北緯53.267度 東経5.000度 | ワッデン海       | |
| 北緯52度56分 東経5度0分 / 北緯52.933度 東経5.000度 | オランダ         | アムステルダムのすぐ東、ティルブルフのすぐ西を通過 |
| 北緯51度26分 東経5度0分 / 北緯51.433度 東経5.000度 | ベルギー         | アントウェルペン州 リンブルフ州 フラームス＝ブラバント州 ブラバン・ワロン州 リエージュ州 ナミュール州 リュクサンブール州                                                |
| 北緯49度47分 東経5度0分 / 北緯49.783度 東経5.000度 | フランス         | シャンパーニュ＝アルデンヌ地域圏 ロレーヌ地域圏 シャンパーニュ＝アルデンヌ地域圏 ブルゴーニュ地域圏 ローヌ＝アルプ地域圏 プロヴァンス＝アルプ＝コート・ダジュール地域圏 |
| 北緯43度23分 東経5度0分 / 北緯43.383度 東経5.000度 | 地中海           | |
| 北緯36度49分 東経5度0分 / 北緯36.817度 東経5.000度 | アルジェリア     | |
| 北緯19度17分 東経5度0分 / 北緯19.283度 東経5.000度 | ニジェール       | |
| 北緯13度44分 東経5度0分 / 北緯13.733度 東経5.000度 | ナイジェリア     | |
| 北緯5度50分 東経5度0分 / 北緯5.833度 東経5.000度   | 大西洋           | |
| 南緯60度0分 東経5度0分 / 南緯60.000度 東経5.000度  | 南極海           | |
| 南緯70度3分 東経5度0分 / 南緯70.050度 東経5.000度  | 南極大陸         | ドローニング・モード・ランド（ ノルウェーが領有権を主張） |